# World Academy of Art and Science
La World Academy of Art and Science (nota anche con il solo acronimo WAAS), "Accademia mondiale arte e scienza", è un'organizzazione scientifica internazionale non governativa.

## Storia
Negli anni cinquanta si diffuse l'idea di fondare un'Accademia scientifica con lo scopo di migliorare la collaborazione e la diffusione delle scoperte. Tra i promotori del progetto vi furono Albert Einstein, Robert Oppenheimer, Joseph Rotblat, Bertrand Russell, Joseph Needham, Lord John Boyd Orr, George Brock Chisholm, John Ambrose Fleming, Hermann Joseph Muller, Harold C. Urey, Francis Perrin, Panchanan Maheshwari, Theodore Monod, Detlev Bronk e Harold Lasswell. L'accademia fu organizzata infine nel dicembre 1960 come un'organizzazione informale.

## Organizzazione
Composta da 700 soci, l'accademia è retta da 20 consiglieri con a capo un presidente. In ordine cronologico, i presidenti sono stati:
1. Lord John Boyd Orr
2. Hugo Boyko
3. Stuart Mudd
4. Marion Mushkat
5. Detlev Bronk
6. Harold Lasswell
7. Walter Isard
8. Ronald St. John Macdonald
9. Carl-Göran Hedén
10. Harlan Cleveland
11. Walter Truett Anderson
12. Jeffrey H. Schwartz
13. Ivo Slaus (2011 -)

Attualmente gli italiani membri del direttivo Archiviato il 13 giugno 2013 in Internet Archive. sono:
1. Prof. Roberto D. Peccei, che insegna Physics and Astronomy all'università UCLA (California - Los Angeles)
2. Prof. Alberto Zucconi, psicologo, psicoterapeuta, Direttore dello IACP - Istituto per l'Approccio Centrato sulla Persona (Roma-Firenze-Milano-Messina)

## Fonti
History, worldacademy.org, (consultato in data 06-09-2018)